# 因弗内斯機場
因弗内斯機場（英語：Inverness Airport），位於蘇格蘭達爾克羅斯的國際機場，在因弗内斯東北方約13（8.1英里）處。

## 外部連結
- 官方网站